# Powhatan County
Powhatan County är ett administrativt område i delstaten Virginia, USA. År 2010 hade countyt 28 046 invånare. Den administrativa huvudorten (county seat) är Powhatan. 

## Geografi
Enligt United States Census Bureau så har countyt en total area på 680 km². 677 km² av den arean är land och 3 km² är vatten.  

### Angränsande countyn

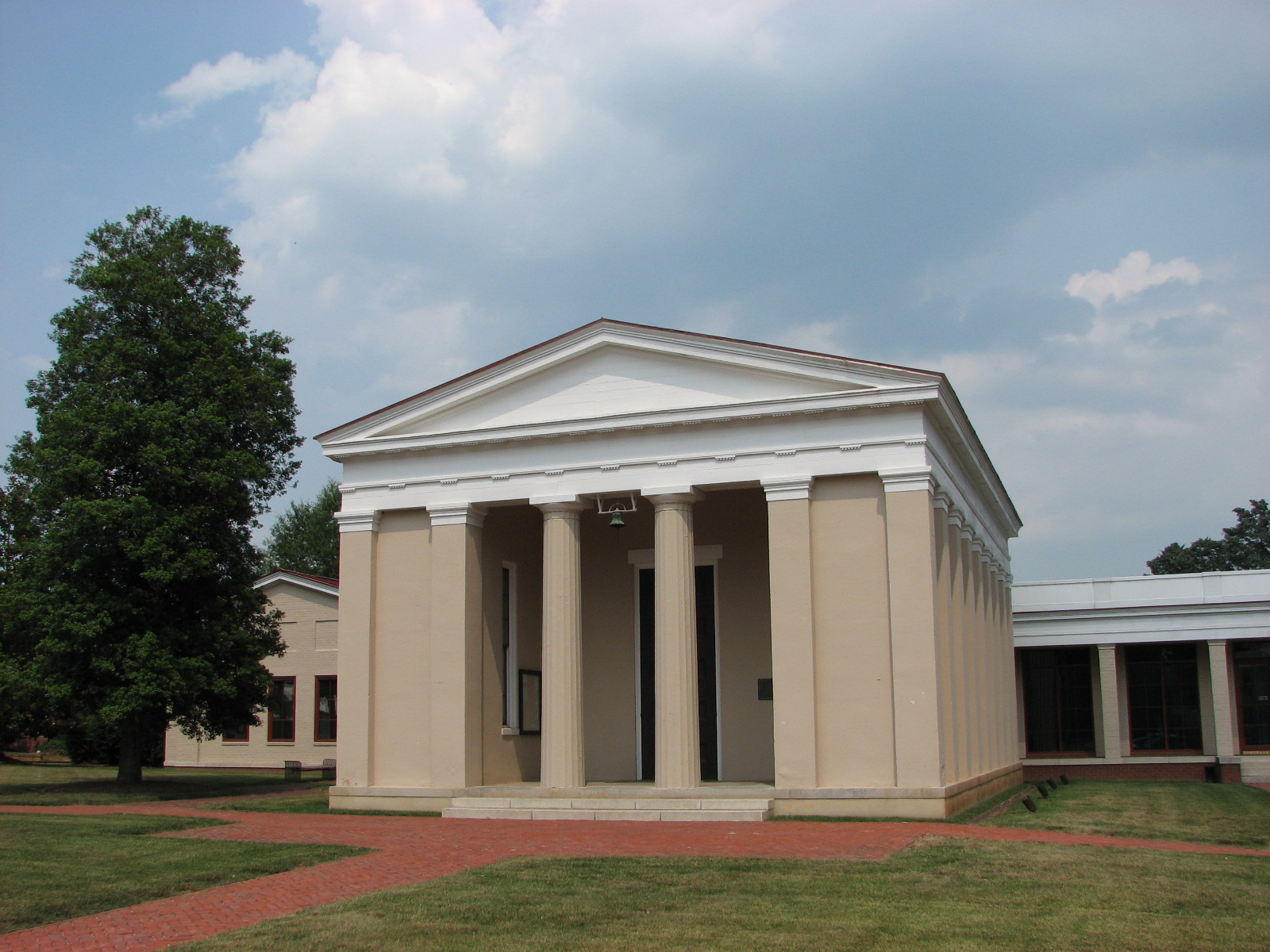
Powhatan County Courthouse i Powhatan.

- Goochland County - norr
- Chesterfield County - öster
- Amelia County - söder
- Cumberland County - väster